# کوین هارت: بزار توضیح بدم
کوین هارت: بذار توضیح بدم (انگلیسی: Kevin Hart: Let Me Explain) فیلمی در ژانر کمدی است که در سال ۲۰۱۳ منتشر شد. از بازیگران آن می‌توان به کوین هارت اشاره کرد.